# Firecell
Firecell ist ein französisches Unternehmen, das sich auf 5G-Konnektivität spezialisiert hat. Es wurde 2020 gegründet und hat seinen Sitz in Nizza. Die privaten 5G-Netzwerklösungen des Unternehmens werden in mehreren europäischen Ländern, darunter Frankreich und Deutschland, sowie in anderen Regionen weltweit eingesetzt.

## Geschichte
Claude Seyrat, Olivier Dhotel, Cédric Thienot und Ulla Saari, ehemals bei Expway-Enensys und Orange tätig, gründeten Firecell im Mai 2021 nach der Öffnung von Frequenzen für private Mobilfunknetze in mehreren europäischen Ländern, darunter auch Deutschland, sowie in Amerika und Asien.
Im März 2022 gab Firecell bekannt, dass das Projekt GEO-5G, das von einem Konsortium aus sieben weiteren Unternehmen (Stellantis, Axians, Euroutils, Miodex, TMF, AW2S und Sequans) unterstützt wird, im Rahmen des französischen Regierungsprogramms zur Beschleunigung der 5G-Entwicklung ausgewählt wurde.
Im Jahr 2023 wurde Firecell als Beitragspartner im deutsch-französischen Forschungsprojekt STIC-5G ausgewählt.
Im März 2024 beteiligte sich Matterwave Ventures, ein in München ansässiger deutscher Risikokapitalfonds, der auf die Finanzierung von Industrie-Deep-Tech-Start-ups in der Seed- und Series-A-Phase spezialisiert ist, an einer Eigenkapitalfinanzierungsrunde in Höhe von 6,6 Millionen Euro für Firecell. Weitere Investoren waren unter anderem Ventech sowie der Digital Venture Fonds von Bpifrance und Bouygues Telecom Initiatives.